# 台灣母娘信仰
母娘信仰，崇奉王母娘娘及無生老母的宗教信仰，起源於鸞堂，是台灣的一種民間信仰。母娘或作「姆娘」，原是漢語中對母親或年長女性的尊稱，現為該等民間信仰中對王母娘娘的親暱稱呼。根據現有資料，母娘信仰直至民國38年（1949年）之後才在台灣出現，以一種新興宗教或信仰的形式產生。

## 起源傳說
依據花蓮勝安宮管理委員會自行出版的文獻記載：1948年8月，原居苗栗苑裡的張煙、林金枝夫婦遷至花蓮市郊田埔居住，在花蓮市的中央市場結識一名隨國民黨軍撤退的外省青年蘇烈東，並分租一間茅草屋供蘇烈東居住。1949年張煙過世，林金枝因思念丈夫，6月12日適逢張煙同鄉的算命仙「瞎眼添丁」來訪，由於瞎眼添丁粗略通曉「牽亡魂（即觀落陰）」之術，林金枝便延請瞎眼添丁施法，希望知道張煙在冥府的狀況。
瞎眼添丁在6月12日晚上十點開壇，一旁觀禮的共有張家三兄弟與外省房客蘇烈東四人，由於自6月12日晚上十點到翌日凌晨三點之間，瞎眼添丁施法念咒皆無任何感應，張家三兄弟難耐久候於一旁沉沉睡去，僅有蘇烈東仍保持清醒。
但忽然之間，蘇烈東似陷入催眠狀態，口中喃喃自語起來，瞎眼添丁幾經叫喚蘇烈東多次不醒，唯恐出人命，竟先行逃走，適逢林再添經過解此困局。林再添為鳳林鎮人士，曾修習過「觀亡魂」之術，當下給予蘇烈東服下金紙符籙飲用。:116-117
6月13日早上六點蘇烈東立即開口，聲音清亮，乃西王母娘娘初次降世顯靈，驚動張家一家大小以及附近居民，西王母透過蘇烈東之口顯靈，當地居民則現場透過林再添轉譯而得知西王母諭示：
|  | 因與諸鳳妹雲遊經過，嗅茅屋清香直上九霄，特下凡巡察，感覺福地有緣，決意在此駐蹕一段時日，救世度眾 |

隨後將五十餘位信眾收為契子女。遂開辦「勝化堂」，西王母透過降鸞扶乩，靈驗非常，乃治病救人無數，信眾八方雲集，名聲漸傳。:116-117自此台灣的母娘信仰在台灣開教闡化，開花散葉，信仰遍布全台各地乃至海外。今花蓮勝安宮仍存有當年之茅草屋以及另建「虛空無極消劫救世天上王母娘娘下降聖跡紀念碑」以資紀念。

## 勝安宮與慈惠堂的分立
由於王母娘娘所收的契子女之間意見紛歧，勝化堂信眾因而分為兩派，成為一宮一堂，即勝安宮與慈惠堂。勝安宮分得金身，穿黃衣；慈惠堂分得香爐，穿青衣。
起初兩方皆以尊奉「王母娘娘」為名，後來慈惠堂計劃建廟時，據說當時王母娘娘託夢於信徒，易名為「金母娘娘」以便順利取得登記，得以儘速展開建廟事宜，至此才正式分為奉祀「天上王母」的勝安宮及奉祀「瑤池金母」的慈惠堂 ，但實際上兩者所奉乃屬同一神祇。

## 信仰定位
台灣所盛行的母娘信仰中的母娘缺少了道教對於西王母之角色特性的詮釋與，相對的根據勝安宮、慈惠堂《瑤池金母普度收圓定慧解脫真經》、《瑤命皈盤》，內容多闡述瑤池金母應劫救世、普度收圓的神學思想，並宣達世人可藉修定慧達解脫、返本還原等三教融合之說，在慈惠堂興起之前，⺟娘的信仰亦流傳於齋教、鸞堂等⺠間教派之中，這類團體中的母娘也指無生老母。由此可知，瑤池金母原為小說、戲曲當中的神話人物，結合道教母神形象與新興教派發展後，才逐漸拓展開來。

## 道教化
最初始的王母娘娘信仰雖然在台灣的信仰定位之下，其角色特性其實更趨近於羅教或先天道的無生老母信仰，然而在國民政府的寺廟登記規範以及近代受制度化宗教的影響下，母娘逐漸被定為成道教當中的西王母，在神學架構與儀式觀念上有逐漸道教化的傾向。
為了避免在戒嚴時期遭到官方打壓，慈惠堂報請張天師派員指導整理堂務，並透過成為道教會會員的方式取得合法宗教的身份。1967年道教63代張天師定位慈惠堂為道教「瑤池派」，於是慈惠堂各堂加入「中華民國道教會」，成為合法宗教團體。

## 分布情形

### 勝安宮分靈
- 崙敦古鳳宮
- 玉里勝安宮
- 新竹勝安宮
- 牛埔勝安宮
- 埔心玉世宮

### 慈惠堂分靈
- 中壢慈惠堂 （第一分堂）
- 台南慈惠堂 （第二分堂）已收堂
- 台北慈惠堂
- 法華山慈惠堂
- 寶華山慈惠堂
- 新莊慈惠堂
- 龍華慈惠堂
- 松山慈惠堂
- 後港慈惠堂
- 新生慈惠堂
- 羅東慈惠堂
- 北台慈惠堂
- 陽明山慈惠堂
- 北投慈惠堂
- 中港慈惠堂
- 宜蘭慈惠堂
- 淨根慈惠堂
- 金山天宣慈惠行堂
- 桃園玄惠慈惠堂
- 中和慈惠堂

全台灣慈惠堂大大小小約將近2000間。